# Thenus orientalis
Thenus orientalis är en kräftdjursart som först beskrevs av Lund 1793.  Thenus orientalis ingår i släktet Thenus och familjen Scyllaridae. IUCN kategoriserar arten globalt som livskraftig. Inga underarter finns listade i Catalogue of Life.
Thenus orientalis kallas även Moreton bay bugs och är en delikatess i Australien.

## Bildgalleri

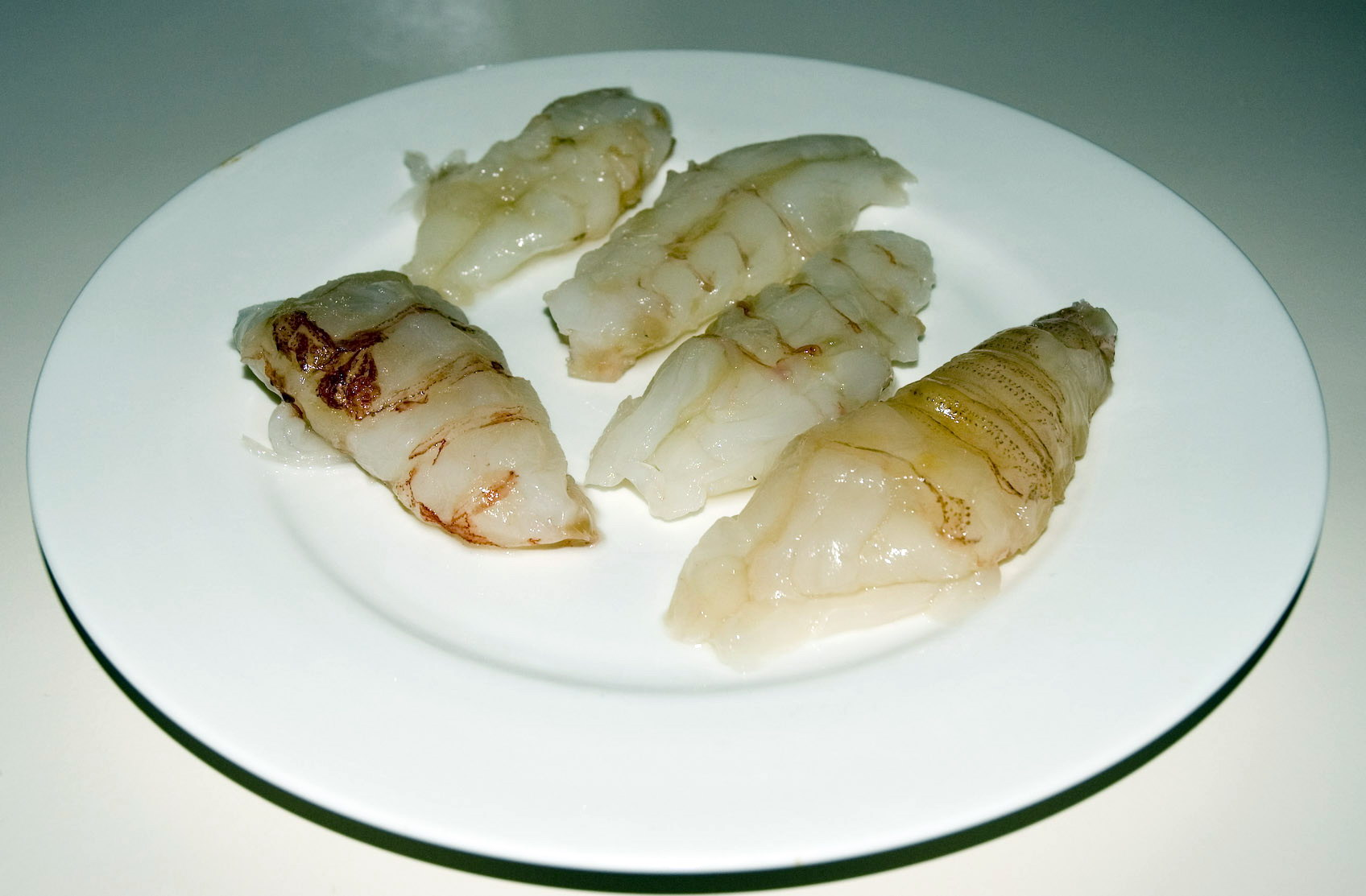